# Akvakultura

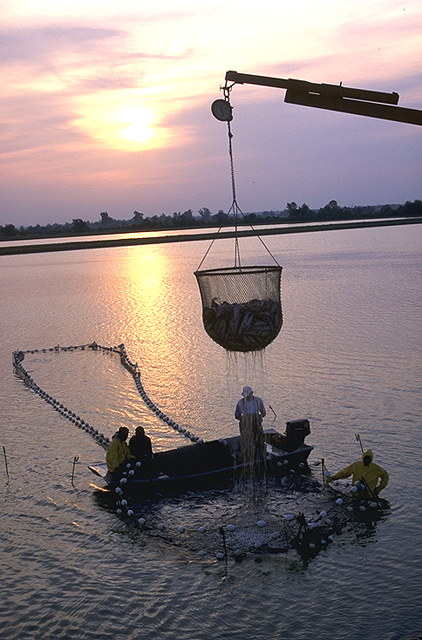
Výlov rybníka

Velikost produkce (v miliónech tun) z akvakultury (zeleně) se postupně vyrovnává lovu ryb (modře). Zdroj FAO

Nárůst produkce (v tunách) z akvakultury u kapra

Pojem akvakultura značí cílevědomé, plánované obhospodařování vodních ploch (moří, jezer, řek atd.) s cílem dosáhnout dlouhodobě stálých výnosů vodní fauny a flory (tj. ryb, humrů, raků, krabů, krevet, mušlí, řas a jiných vodních organismů).
Odchov vodních živočichů akvakulturou probíhá jak v přirozeném prostředí (v klecích, sítích apod.), tak i v umělých nádržích a podobných zařízeních. V současné době převažuje akvakultura na pevnině nad akvakulturou v mořích.
Významu nabývá akvakulturní technologie koncem 20. století v důsledku částečně drastického snížení výnosů tradičního rybolovu. Akvakultura je tedy alternativou k tradičnímu rybolovu a možným řešením pro výživu lidstva, zejména vzhledem k extrémnímu vymírání dnes lovených ryb během posledních let či desetiletí.
V současné době se diskutuje o ekologických problémech a důsledcích akvakultury, především v souvislosti s odchovem živočichů (či rostlin), kteří jsou prostředí akvakulturních chovů cizí. V produkci masa z akvakultury dominuje Čína. Potrava ryb je pak zdrojem mikroplastů do tohoto potravního řetězce. Ryby také někde dostávají antibiotika i antidepresiva.
První zmínky o odchovu ryb v akvakulturních chovech pocházejí z Číny z roku 460 př. n. l. Nový výzkum ale ukazuje, že se kapr obecný akvakulturně choval již před 8 tisíci lety. V našich zemích byly ve středověku zavedené rybníky první formou akvakultury.